# Klauzula efektywnej zapłaty
Klauzula efektywnej zapłaty – zastrzeżenie umowne, w którym strony umawiają się, że wykonanie zobowiązania wyrażonego w walucie obcej może nastąpić wyłącznie przez spełnienie świadczenia w tej walucie. W ten sposób pieniądz krajowy przestaje pełnić w stosunkach między stronami rolę środka płatniczego i traci zdolność umarzania zobowiązań pieniężnych. Klauzula efektywnej zapłaty może występować w dwóch wariantach - może nakładać zobowiązanie na dłużnika, albo tylko upoważniać go do spełnienia świadczenia w walucie obcej. W pierwszym przypadku, jedynym sposobem uregulowania długu jest zapłata dokonana w umówionej walucie zagranicznej (tzw. klauzula efektywnej waluty). W drugim natomiast dłużnik ma prawo wyboru: czy dokonać zapłaty w walucie zagranicznej wskazanej w umowie, czy też w pieniądzu krajowym, bowiem obie postaci zapłaty doprowadzą do wygaśnięcia zobowiązania.
W polskim prawie możliwość zastrzeżenia klauzuli efektywnej zapłaty reguluje art. 358 KC, który po nowelizacji z 23 października 2008 r. (Dz.U. z 2008 r. nr 228, poz. 1506) stanowi, iż ustawa, orzeczenie sądowe będące źródłem zobowiązania lub czynność prawna mogą zastrzec spełnienie świadczenia wyłącznie w walucie obcej. 

## Typowe brzmienie klauzuli efektywnej zapłaty
- Dłużnik zobowiązany jest zapłacić cenę w dolarach ugandyjskich.
- Cenę (wyrażoną w USD), dłużnik może wedle własnego wyboru uiścić także w złotych polskich po aktualnym kursie średnim NBP.
- Zapłacę za ten weksel efektywnie 500 USD.(na wekslu)